# 高氯酸镨
高氯酸镨（英語：praseodymium perchlorate）是镨的高氯酸盐，分子式为Pr(ClO4)3。

## 制备
高氯酸镨可由十一氧化六镨制备。将十一氧化六镨溶于微过量的盐酸中并加入少量过氧化氢，可制得高氯酸镨。

## 化学性质
高氯酸镨能与冠醚18-冠-6生成化学计量比为1:1、1:2的两种配合物，还能和L-脯氨酸、谷氨酸、苦杏仁酸、青霉胺形成配合物。高氯酸镨还能与咪唑和丙氨酸共同形成配合物。